# Aumale (Seine-Maritime)
Aumale is een plaats en gemeente in het Franse departement Seine-Maritime. De gemeente heeft een oppervlakte van 9,06 km² en 2577 inwoners (1999), die Aumalois worden genoemd. Het ligt ten zuidwesten van Amiens.
Aumale heeft een kerk (église Saint-Pierre-et-Saint-Paul) met een renaissancetoren uit 1560. Het gemeentehuis dateert uit de 17e en 18e eeuw. In het plaatsje bevinden zich nog enkele oude vakwerkhuizen.
Het treinstation van Aumale ligt aan de spoorlijn van Parijs naar Le Tréport-Mers.

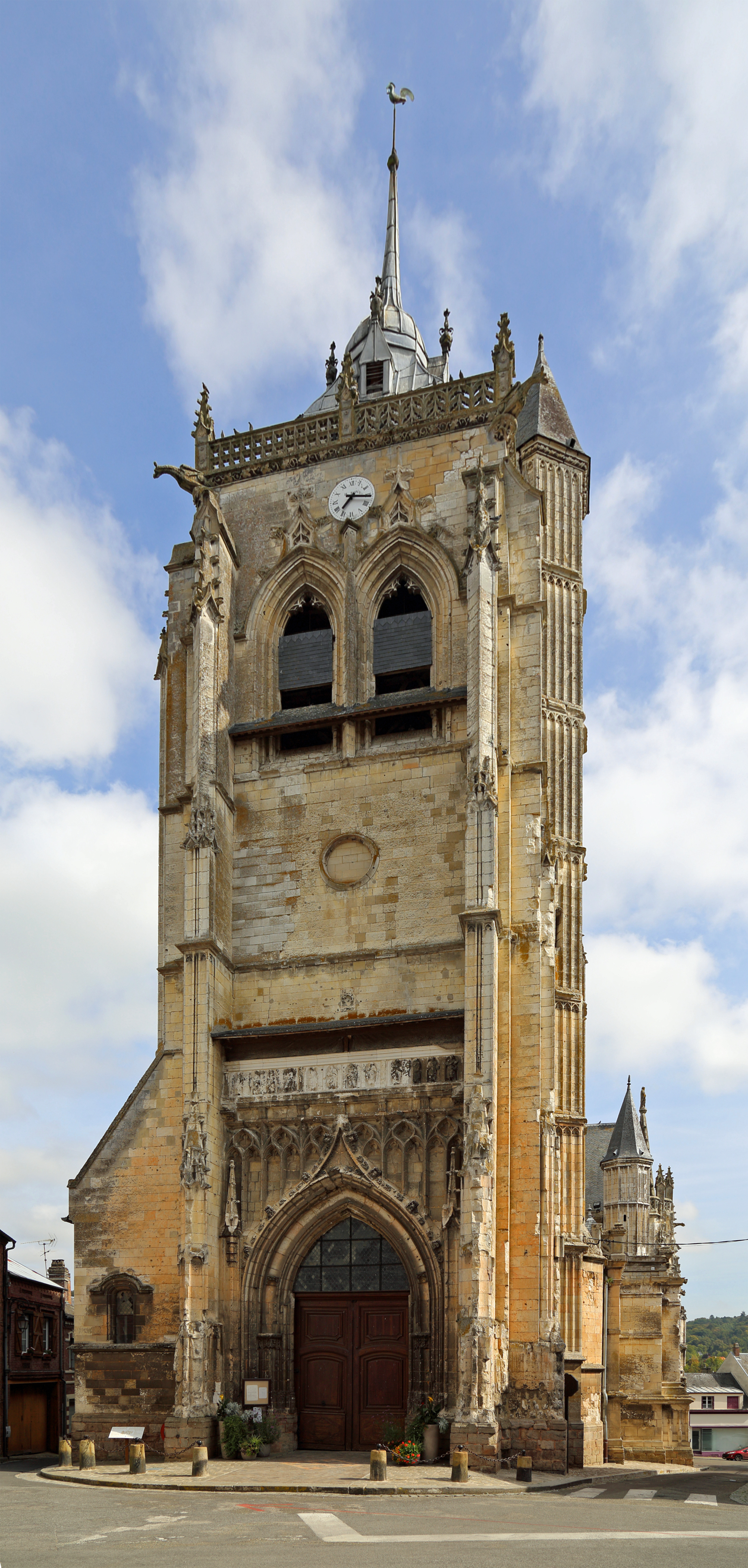
De Sint-Petrus-en-Pauluskerk

## Demografie
Onderstaande figuur toont het verloop van het inwonertal (bron: INSEE-tellingen).

1. ↑  Populations de référence 2022.